# Elzevir
 For alternative betydninger, se Elsevier. (Se også artikler, som begynder med Elsevier)
Elzevir (Elzevier, Elsevier, Elsevir) var en berømt nederlandsk bogtrykker- og forlæggerfamilie.
1580 nedsatte Lodewijk Elzevir, en næsten 40-årige bogbinder fra Leuven, sig i Leyden som boghandler, men uden held. Universitetet hjalp ham og i 1586 blev han universitetes pedel, og i 1587 fik han lov til at indrette sig en boglade på dets grund.

## Grundlæggelse
Bogtrykker var han aldrig, og han havde det i lang tid svært som boghandler; men han var en dygtig forretningsmand, og fra de sidste år af 16. århundrede begyndte lykken at tilsmile ham.
1592 udkom hans første forlagsartikel, en Eutropius, og efterhånden havde han omtrent 100 bøger på sit forlag. Han plejede at indfinde sig ved Frankfurt-messen og havde også
regelmæssig forbindelse med Paris, og ved sin død i 1617 var han både velhavende og anset, om end en brand på universitetet, der var opstået ved hans uforsigtighed, nær havde kostet ham hans afsættelse som pedel.
Af hans syv sønner blev fem boghandlere:
1. Matthijs (1564 eller 1565-1640) fulgte faderen som universitetspedel og virkede sammen med broderen Bonaventura i Leyden indtil 1622;
2. Lodewijk (omtrent 1566-1621), boghandler i Den Haag fra 1590; forretningen synes at have været en filial af Leyden;
3. Ægidius, død 1651, havde kun i kort tid med boghandelen i Haag at gøre;
4. Joost (omtrent 1576-1617?) etableret i Utrecht;
5. Bonaventura, en af de navnkundigste af slægtens medlemmer (1583-1652)

## Leyden
Efter stamfaderens død var Isaak Elzevier en stund den mest fremtrædende af familien. Han var yngre søn af Matthijs, født 1596, og købte 1617 et bogtrykkeri – det ældste elzevierske – hvormed han arbejdede i Leyden, fra 1620 som universitetsbogtrykker; boghandler synes han ikke at have været; under hans ledelse indførtes det kendte trykkermærke med elmetræet, vinstokken og eremitten. Allerede 1625 trak han sig tilbage og tjente nogle år som søofficer og endte sine dage som bryggeriejer 1651.
Det var onklen Bonaventura og Isaaks udmærket dygtige, ældre broder Abraham (1592-1652), der i forening købte trykkeriet, hvortil også hørte et anseligt materiel af orientalske typer, og under deres ledelse havde huset en glimrende periode. Forlaget udvidedes i høj grad, og firmaets ledere bestræbte sig af al magt for at give de bøger, som udgik derfra, den smagfuldeste og solideste udstyrelse: dette var nevøens særlige hverv som fortrinlig typograf, medens den kommercielle ledelse af firmaets anliggender lå i onklens hænder.
De nydelige, siden ofte efterlignede klassikerudgaver, som man først og fremmest tænker på ved at høre navnet Elzevier, daterer sig fra denne periode af husets historie ("Cæsar", "Terents" og "Plinius" fra 1635); der forlangtes ikke en høj pris for disse bøger, da de blev udgivet.
Forretningens litterære konsulent var den lærde Daniël Heinsius (1580-1655). Personlig var Bonaventura og Abraham forretningsmænd til fingerspidserne, påholdende, beregnende og hårdhjertede. På andre pladser havde de talrige forbindelser, således i København (deres udsalg fandtes på Børsen) og fra 1636 en filial i Den Haag, hvor Jakob Elzevier, Matthijs' tredje søn, havde virket indtil det år.
De leydenske traditioner fortsattes på en smuk måde af Jan, søn af Abraham (1622-61), og Daniel. Daniel flyttede i 1655 til Amsterdam. Jan lærte i Paris, var student ved Leyden-universitetet og rejste meget (han besøgte også Danmark); i de sidste år af hans korte liv blev han ene om dens styrelse, og det kneb det med forretningen; han søgte at få den solgt, og under hans enke og søn Abraham gik trykkeriet i høj grad tilbage. 1713 solgtes det for en ringe betaling.

## Amsterdam
Dog havde det elzevierske navn endnu en gang strålet andetsteds, nemlig i Amsterdam, hvor Joost Elzeviers ældste søn, Lodewijk (1604-70), grundede en forretning 1637 efter at have foretaget flere rejser (tre gange var han i Danmark); han var en meget dannet og hæderlig mand, ven af tidens ypperste lærde, og medens de leydenske Elzeviers forlagsvirksomhed er præget af den mest ortodokse protestantisme, viste det amsterdamske hus Elzevier sig anderledes liberalt og udgav for eksempel skrifter af Hugo Grotius og Cartesius. Især efter at Daniel Elzevier (1626-80) var blevet Lodewijks medarbejder, tog forretningen i Amsterdam aldeles luven fra den i Leyden.
Da Lodewijk trak sig tilbage 1664, havde Daniel det vanskelige hverv ene at lede forlaget, boghandelen, trykkeriet og skriftstøberiet; men han skilte sig ypperligt derved og hævdede
den vundne anseelse, fra 1669 støttet af den dygtige schweizer Wetstein som medarbejder.

## Den sidste store Elzevier døde 1680
Han korresponderede med mange af udlandets første lærde, var intim ven af Nicolaus Heinsius (1620-1681), udgav 1674 en vældig lager-katalog på omtrent 20.000 numre, og da denne sidste store Elzevier døde 1680, betragtedes det som en landesorg og et næsten uopretteligt tab for den europæiske videnskabelighed. Så var det også forbi med Elzeviernes glans: det verdensberømte amsterdamske trykkermærke med oliventræet, minerva og uglen sås snart ikke mere på nogen nyudkommen bog, og 1681 solgtes forretningen. En del af materiellet kom senere til huset Enschedé i Haarlem.
I årenes løb forlagde Elzevierne omtrent 2.000 bøger og udgav en række forlagsfortegnelser derover. Det er videnskab og skønlitteratur fra ældre og nyere tid, i alle formater; men skønt der blandt folianterne findes så prægtige ting som Corpus iuris civilis fra 1663 og den franske bibel fra 1669, og ligeledes de andre formater frembyder mesterværker af bogtrykkerkunst, er samlerne enige om at betragte duodes-udgaverne af oldtidens klassikere, af de nyere franske forfattere (for eksempel Molière, Amsterdam 1675) og af enkelte religiøse skrifter som den meget smukke udgave af Thomas a Kempis' De imitatione Christi, Leyden 1653, som de værdifuldeste "Elzevirer".
Det er i virkeligheden også nogle af bogtrykkerkunstens allerypperste frembringelser, uagtet deres fine antikva tegnet af Christoph van Dyck allerede i 17. århundrede vakte en del indsigelse, fordi den var så lille.
For gode eksemplarer af de sjældnere udgaver betalte bibliofiler høje priser i begyndelsen i 1900-tallet. Dog er det ikke den bedst trykte elzevierske bog, som er blevet betalt dyrest i den nyere tid, men den lille, temmelig enkle Pastissier françois (Amsterdam 1655), som er umådelig sjælden, fordi de fleste eksemplarer er blevet slidt op i køkkener og bagerier; den findes blandt andet i Det Kongelige Bibliotek i København. 1878 betaltes i Paris 10.000 franc for et særlig godt eksemplar. En meget betydelig samling Elzevirer findes i Kungliga Biblioteket i Stockholm (Berghman-samlingen). Samlerne medbragte specille redskaber for at måle eksemplarerne; en extra millimeter kunne betyde en fordobling af prisen.